# Пласт у США
Пласт — українська скаутська організація з відділами по цілому світі. Пласт як велика організація існує і у Сполучених Штатах Америки. Групи існують як станиці в найбільших американських містах, найбільші серед них Пластова станиця Нью-Йорк, Пластова станиця Чикаго, Пластова станиця Філадельфія, Пластова станиця Бостон, та Пластова станиця Вашингтон.
Загальна кількість пластунів у США становить близько 1 тисячі. Американські пластуни підтримують контакти із українськими пластунами, відвідують світові пластові зустрічі — Джемборі та ювілейні міжкайові пластові зустрічі (ЮМПЗ).
У 2011 p. відбувся Міжнародний Пластовий З'їзд (МП3) в Нью Йорку.

## Підрозділи
Основними підрозділами Пласту є станиці. Станиця включає новацтво, юнацтво, старше пластунство, та сеніорат. Пластові станиці є у містах Вашингтон, Філадельфія, Нью-Арк, Пасейк, Нью-Йорк, Йонкерс, Альбані, Сиракюз, Баффало, Гартфорд, Чикаго, Детройт, Клівленд, Сієтл, Лос-Анджелес, Санкт-Петербург в штаті Флорида та Денвер.

## Табори
Є три постійні пластові оселі тепер в Америці: Вовча Тропа в Іст-Четем, Нью-Йорк; Новий Сокіл в Баффало, Нью-Йорк; та Писаний Камінь в Клівленді, штат Огайо. Є деякі оселі де табори вже перестали відбуватися наприклад, Бобрівка в Коннектикут.
Табори тривають три тижні. Ha таборах вчать новацтво та юнацтво любити і цінувати природу та плекають любов до Бога та України. «Вмілості» (розважальні та навчальні курси) дають їм можливість навчитися виживанню в пустелі, принагідним навичкам, таким як мандрівницвто, картографія, куховарення, мітологія, їзда на велосипеді, спів, плавання, фотографія, астрономія, та багато інших.
У різні часи року також відбуваються інші табори. Є лещетарський табір в Гонтері, Нью-Йорк, морський табір також в Нью-Йорку, кінний табір в Нью-Джерсі та інші табори.
Багато пластунів є членами організації все своє життя.